# Godziszewo (jezioro)
Godziszewo (inaczej Godziszewskie) – jezioro morenowe w woj. wielkopolskim, w powiecie międzychodzkim, w gminie Sieraków, leżące na terenie Kotliny Gorzowskiej.

## Opis
Jezioro leży na pograniczu dwóch sołectw: Lutomia i Kaczlina. Na jego północnym brzegu położony jest przysiółek Lesionki, należący do Kaczlina.

## Dane morfometryczne
Powierzchnia zwierciadła wody wynosi 7,5 ha. Jednakże w wykazie jezior w powiecie międzychodzkim jego areał obejmuje już powierzchnię ponad dwukrotnie wyższą, obejmującą 18,88 ha.

## Hydronimia
Według urzędowego spisu opracowanego przez Komisję Nazw Miejscowości i Obiektów Fizjograficznych (KNMiOF) nazwa tego jeziora to Godziszewo. W różnych publikacjach i na większości map topograficznych jezioro to występuje pod nazwą Godziszewskie.